# Christian Garve
Christian Garve (Breslavia, 7 gennaio 1742 – Breslavia, 1º dicembre 1798) è stato un filosofo tedesco.
Fu dopo  Immanuel Kant e Moses Mendelssohn uno dei filosofi più noti durante il tardo Illuminismo tedesco.

## Biografia
Garve nacque da una famiglia di lavoratori artigiani e morì cinquantaseienne nella sua casa natale a Breslavia. Studiò filosofia dapprima a Francoforte sull'Oder, in seguito a Halle, ottenendovi il titolo di Magister (corrispondente al grado ed alla qualifica accademica attuale di dottore magistrale) nel 1766. Tra il 1770 ed il 1772 fu professore straordinario di logica e matematica a Lipsia, ritornando infine nel 1772 a Breslavia, dove trascorse gran parte della sua vita presso la madre, lavorando come libraio. In quest'ultima città divenne inoltre membro della Loggia massonica “Friedrich zum goldenen zepter” (“Federico allo scettro d'oro”).
Garve divenne noto soprattutto grazie alle sue numerose traduzioni in tedesco (tradusse, tra l'altro, il De officiis di Cicerone (1783) e La ricchezza delle nazioni di Adam Smith). Compose scritti di filosofia, morale, psicologia ed economia, nonché recensioni per la rivista Neue Bibliothek der schönen Wissenschaften und der freyen Künste ('Nuova Biblioteca delle Scienze Estetiche e delle Arti Liberali'). Nella sua opera si può ravvisare l'influsso dell'Illuminismo inglese e scozzese, oltre alla presenza di un'etica d'impronta stoica.
Garve non sistematizzò mai la sua filosofia, che nei suoi lineamenti era essenzialmente empirista, ma la rese pubblica tramite brevi saggi e annotazioni. Questo fatto contribuì alla sua fama di filosofo "popolare" e, tutto sommato, superficiale, fama che dura a tutt'oggi.
È noto il confronto di Garve con Immanuel Kant, iniziatosi con la pubblicazione della sua recensione alla Critica della ragion pura, abbreviata da Johann Georg Heinrich Feder, allora professore a Gottinga, nelle Göttinger Gelehrte Anzeigen del 1782. Kant si sentì incompreso. Anche la pubblicazione della recensione completa, sulla Allgemeine Deutsche Bibliothek ('Biblioteca generale tedesca') nel 1783 incorse nell'opposizione di Kant, che per l'occasione scrisse un Anti-Garve, che di lì a poco venne a trasformarsi nei Prolegomeni a ogni futura metafisica che vorrà presentarsi come scienza; il confronto tra i due filosofi si protrasse quindi per alcuni anni, fino alla morte di Garve nel 1798.

## Opere e studi
- Edizione delle opere complete: Gesammelte Werke, a cura di K. Wölfel, in 15 voll., Berlino 1985 sgg.
- Edmund Burke, Über den Ursprung unserer Begriffe vom Erhabenen und Schönen (Sull'origine dei nostri concetti di bello e sublime), Riga 1773
- Adam Ferguson, Grundsätze der Moralphilosophie (Princìpi di filosofia morale), Leipzig 1772
- Udo Roth, Gideon Stiening (a cura di), Christian Garve (1742–1798): Philosoph und Philologe der Aufklärung, Berlino, de Gruyter, 2021.

## Traduzioni in italiano
- Christian Garve, La dottrina dei costumi, Milano, Guerini e Associati, 1988.